# 챕스틱

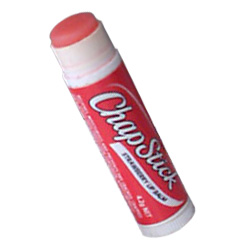
스틱 형태의 챕스틱

챕스틱(ChapStick)은 파이저사(社)에서 판매하는 립밤 브랜드이다. 이 제품은 미국, 한국, 캐나다, 호주, 영국 등 다양한 나라에서 판매하고 있으며, 입술 피부가 트는 것을 방지하는 제품이다. 챕스틱의 성공적인 판매는 브랜드 네임 "챕스틱"이 스틱 형태의 입술 보호제를 상징하는 것으로 이어졌다.

## 역사
1880년대 초, 버지니아 주 린치버그 출신의 의사이자 약리학 사상가인 찰스 브라운 플리트(Charles Browne Fleet)는 립밤 제품으로 챕스틱(ChapStick)을 발명했다. 심지가 없는 양초를 은박지에 싸서 닮은 수제 제품은 현지에서 판매되었지만 큰 성공을 거두지 못했다.
1912년에 역시 린치버그 주민이었던 존 모튼(John Morton)은 제품에 대한 권리를 5달러에 구입했다. 부엌에서 모턴(Morton) 부인은 분홍색 챕스틱 혼합물을 녹이고 식힌 다음 막대기로 자른다. 이들의 수익성 있는 판매액은 모턴 매뉴팩처링 코퍼레이션(Morton Manufacturing Corporation)을 설립하는 데 사용되었다.
1935년 버지니아 주 린치버그 출신의 상업 예술가인 프랭크 라이트 주니어(Frank Wright, Jr.)는 오늘날에도 여전히 사용되는 CHET 챕스틱 로고를 디자인하도록 의뢰 받았다. 그는 일회성 수수료로 15달러를 받았다.
1963년 A.H. 로빈스 컴퍼니는 모턴 매뉴팩처링 코퍼레이션으로부터 챕스틱을 인수했다. 당시에는 챕스틱 립밤(ChapStick Lip Balm) 일반 스틱만 소비자에게 판매되고 있었다. 이후 더 많은 품종이 도입되었다. 여기에는 1971년 챕스틱 4가지 맛 스틱, 1981년 챕스틱 선블록(ChapStick Sunblock) 15, 1985년 챕스틱 페트롤륨 젤리 플러스(ChapStick Petroleum Jelly Plus), 1992년 챕스틱 메디케이티드(ChapStick Medicated)가 포함된다.
로빈스는 1988년 AHP(American Home Products)에 인수되었다. AHP는 나중에 이름을 와이어스(Wyeth)로 변경했다. 챕스틱은 와이어스가 화이자(Pfizer)에 인수된 2009년까지 와이어스 제품이었다. 화이자는 2011년 10월 3일 버지니아 주 리치몬드에 있는 제조 시설을 현재 화이자용 챕스틱을 제조 및 포장하는 파레바 리치몬드(Fareva Richmond)에게 매각했다. 2019년 글랙소스미스클라인 컨슈미 헬스케어(GlaxoSmithKline Consumer Healthcare)는 화이자로부터 챕스틱을 인수했다.

## 구성 성분
성분에는 일반적으로 장뇌, 밀랍, 멘톨, 바셀린, 페놀, 비타민 E, 알로에 및 옥시벤존이 포함된다. 그러나 챕스틱에는 다양한 변형이 있으며 각각 고유한 구성 성분을 가지고 있다. 안전 문제로 인해 유럽 연합과 캐나다에서는 페놀을 화장품에 사용하는 것이 금지되어 있다.
일반 맛의 챕스틱의 전체 성분 목록은 다음과 같다:
아라키딜프로피오네이트, 장뇌, 카르나우바왁스, 세틸알코올, D&C 레드 No. 6 바륨 레이크, FD&C 황색 번호. 5 알루미늄레이크, 향료, 이소프로필라놀레이트, 이소프로필미리스테이트, 라놀린, 경질미네랄오일, 메틸파라벤, 옥틸도데카놀, 올레일알코올, 파라핀, 페닐트리메티콘, 프로필파라벤, 티타늄디옥사이드, 화이트왁스, 프로판올. 순중량은 일반적으로 4g(0.14oz)이다.
와이어스(Wyeth)가 제조할 당시 챕스틱에는 파라벤이 포함되어 있지 않았다.

## 이용
챕스틱은 SPF가 최대 50인 자외선 차단제와 피부 윤활제 역할을 하여 입술이 갈라지고, 갈라지고, 햇볕에 그을리고, 갈라지고, 바람에 그을림을 예방하고 보호하는 데 도움을 준다. "약용" 품종에는 아픈 입술을 완화하는 진통제도 포함되어 있다. 의료 용도 외에도 챕스틱은 다른 용도로 사용되었다. 윤활적 특성은 계산자와 같은 정밀 기기에 유용했다. 다른 윤활제는 기구에 적합하지만 피부에 해로울 수 있지만 챕스틱은 그렇지 않다.